# Villa Robert Winkelmann
Die Villa Robert Winkelmann liegt im Stadtteil Niederlößnitz der sächsischen Stadt Radebeul, in der Heinrich-Heine-Straße 8. Um 1900 wohnte dort der Pianist und Komponist Fritz Spindler.

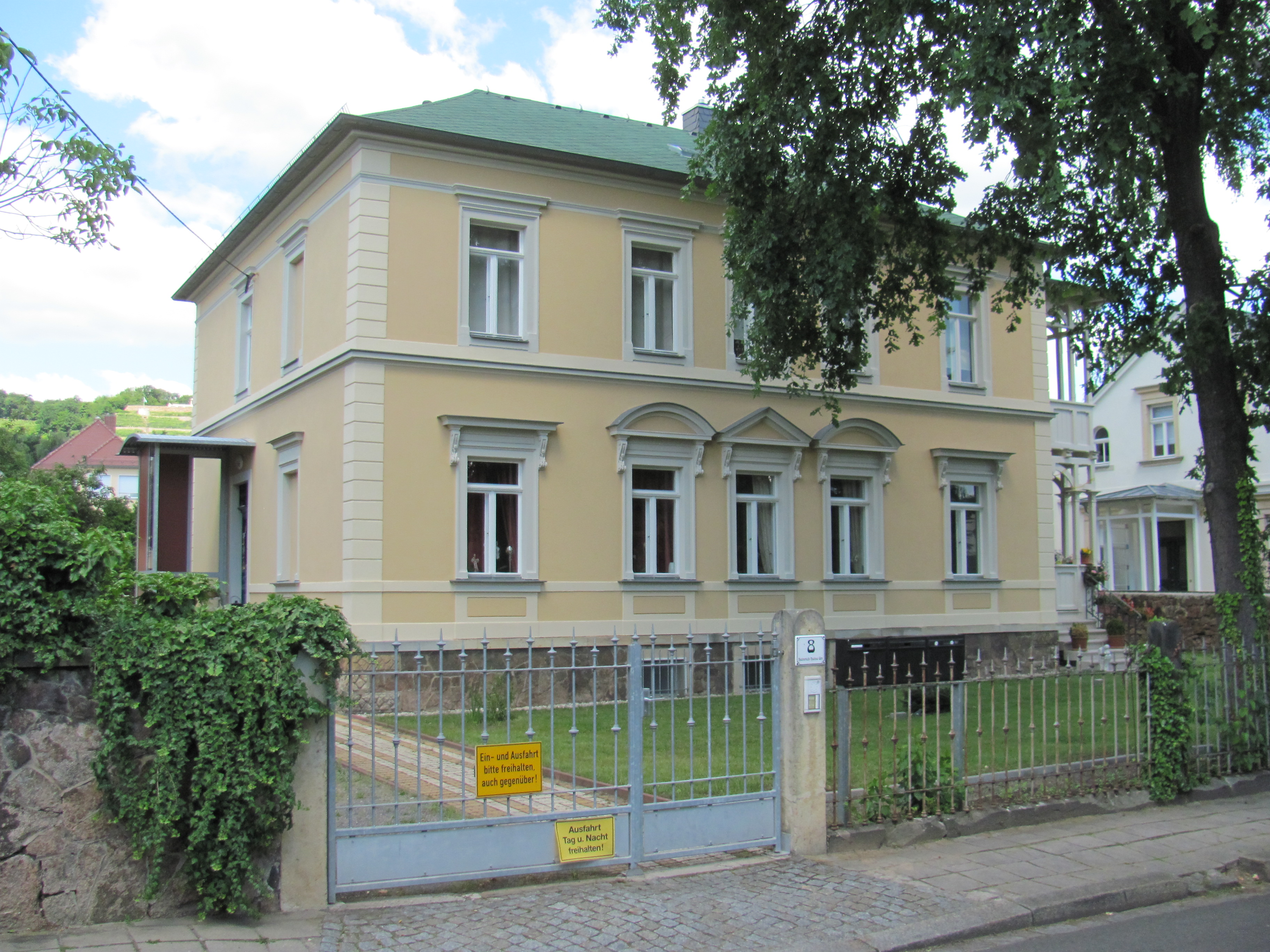
Villa Heinrich-Heine-Straße 8

## Beschreibung
Die mit ihrer Einfriedung denkmalgeschützte Villa, auch als Mietvilla angesprochen, ist ein zweigeschossiges Wohnhaus auf einem Bruchsteinsockel und mit einem flach geneigten, nicht ausgebauten Walmdach, das schiefergedeckt ist. In der linken Seitenansicht befindet sich oberhalb einer kurzen Freitreppe der Hauseingang, in der rechten Seitenansicht steht eine hölzerne Veranda über zwei Stockwerke.
Die Villa im Stil italienischer Renaissance hat in der Straßenansicht fünf axial geordnete Fensterachsen, die Seitenansicht ist zweiachsig. Die Fassaden werden durch Gesimse gegliedert und durch Eckquaderungen begrenzt. Die Fenster werden von Sandsteingewänden eingefasst, über denen sich hauptsächlich horizontale Verdachungen befinden. Im Erdgeschoss sitzen diese auf Konsolen. Die drei mittleren Fenster dort werden durch eine schmückende Kombination von Segmentbogenverdachungen außen und einer Dreiecksgiebelverdachung in der Mitte bekrönt. Unter den Erdgeschossfenstern befinden sich geputzte Brüstungsfelder.

## Geschichte
Mit Bauantrag vom Mai 1886 und dessen Genehmigung im November des gleichen Jahres errichtete der Baumeister F. A. Bernhard Große für Robert Winkelmann ein Wohnhaus, dessen Revision im März 1887 erfolgte. Im Jahr 1900 wurde die Veranda angebaut, 1936 errichtete der Baumeister Max Umlauft einen Seitenrisalit.
Der Pianist und Komponist Fritz Spindler bewohnte 1905, zum Zeitpunkt seines Todes, diese Villa.